# از آمدنم نبود گردون را سود
رباعی با مطلعِ «از آمدنم نبود گردون را سود» از رباعی‌های معروف خیام است. خیام در این رباعی بر رازآمیز بودن زندگی و مرگ تأکید می‌کند.

## متن
از آمدنم نبود گردون را سود
وز رفتن من جلال و جاهش نفزود
وز هیچ کسی نیز دو گوشم نشنود
کاین آمدن و رفتنم از بهر چه بود

## بازآفرینی
احمد شاملو این رباعی را در آلبوم رباعیات خیام دکلمه کرده‌است.